# Новооскільський повіт
Новооскільський повіт — історична адміністративно-територіальна одиниця Російської імперії, а потім (після революції) РРФСР. 
Знаходиться у межах української етнічної території.— Східна Слобожанщина, Подоння
Повіт входив до складу: Бєлгородської губернії (1727–1779), Курського намісництва (1779–1797) і Курської губернії (1797–1924). 
Повітовим центром було місто Новий Оскіл.

## Розташування
Займав південно - східну частину губернії.

## Підпорядкування
У зв'язку з реформами Петра І в 1708 році повіти були скасовані, замість них були утворені дистрикти, місто Новий Оскіл із дистриктом увійшов до складу Бєлгородської провінції Київської губернії
В 1779 році Бєлгородська губернія була розділена на Курське й Орловське намісництва. Новооскільський повіт увійшов до складу Курського намісництва (перетворено на Курську губернію в 1797 році).
З 1802 по 1918 роки кордони Новооскільського повіту існували без значних змін.
Після підписання  Брестського миру, з квітня 1918 по січень 1919 р. повіт був складовою частиною Української Держави гетьмана Павла Скоропадського, земський центр м. Острогожськ, земля Подоння, (разом з Корочанський, Валуйським, Грайворонським, Бірюченським,  Острогозьким  , Богучарським повітами)  Харківської губернії, Українська Народна Республіка  (У Н Р).  
Після встановлення Директорії в Україні повіт 1918—1919 рр. контролювався Українською Народною Республікою провінція Подоння .
У період між 1918 і 1924 роками багаторазово переглядався склад і назви, волостей і сільрад, що входили у повіт.
30 липня 1928 року увійшов до складу новоствореної Центрально-Чорноземної області як центр Новооскільського району. З 1934 року — в складі Курської області. 6 січня 1954 року перейшов до складу новоствореної Бєлгородської області

## Історія
07.02. 1920 року  спільною постановою Новооскільського, Корочанського та Бєлгородського повітових виконкомів, на території яких мешкало майже 650 тисяч чоловік, зазначалося: "Ще в 1917–1918 роках місцеве населення одностайно висловилося на користь приєднання до Харківської губернії і тільки німецька окупація України перервала подальше здійснення цього народного бажання"    .
З 1923 р. по 1933 р. у повіті як і скрізь в україномовних повітах  Курської губернії здійснювалася державна політика українізації в Центральному Чорнозем'ї, де проживало більше 1 500 000 українців. Українізація передбачала вивчення і застосування в повсякденному житті, в школі та на державній службі української мови в тих районах, де проживало понад 50% українців. У Новооскільському повіті  на українську мову переходили ті селища (слободи й хутори) які розмовляли українською мовою.  Частковій українізації підлягали такі райони: Новооскільський, Бєлгородський, Большетроїцький, Валуйський, Корочанський,  Прохоровський, Скороднянский, Томаровский, Уразовський, Шебекинський.
Чернянський район і Великомихайлівський район, землі які у той час входили в склад Новооскільського повіту підлягали повній українізації разом з  Олексіївським, Вєйдєлєвським,  Волоконівським, Грайворонським, Ракитянським, Ровенським, Микитівським (Красногвардійський), Будьонівським (Красногвардійський) 
З 1 січня 1933 діловодство у всіх районних та сільських організаціях переводилося з української на російську мову. До осені 1933 р. були ліквідовані Борисівський і Волоконівський українські педтехнікуми, а незабаром і Бєлгородський український педінститут. Закрилася обласна газета «Ленінський шлях», що виходила українською мовою, а всі українські районні газети переходили на російську мову.

## Населення

### Етнічний склад
У Новооскільському повіті за переписом населення 1760 року проживало 69,6% українців і 30% росіян.
У 1850 році у Новооскільському повіті проживало 60 044 або 58,9% українців і 41 888 або 41,1% росіян .  
У 1862 році у Новооскільському повіті проживало  55,9% українців і  44 % росіян .
У 1897 році у Новооскільському повіті налічувалося — українців 80 514 — 56% і росіян 77 214 — 44% .
У 1920 році частка українців у Новооскільському повіті була у межах від 60 до 80%.
У Чернянській волості в 1926 році проживало 67,7% українців і 32,1% росіян.